# 澳門國際電視節
澳门国际电视节（英語：Macau International TV Festival），是於2010起，由澳门电影电视传媒协会和中国电视艺术家协会联合主办，具有比赛性质的国际性电视节，一般于每年12月与澳门国际电影节同期举办，合称“澳门国际电影电视节”。澳门国际电视节由“金莲花奖”国际电视节目评选、国际电视台长论坛、国际电影电视节目及设备器材展览、影视项目投融资推介会及国际影视版权拍卖会组成。授獎對象主要是中國大陸、香港和台灣。

## 歷史沿革
- 澳门国际电视节是由澳门电影电视传媒协会和中国电视艺术家协会联合主办,具有比赛性质的国际性电视节，具有比赛性质的国际性电视节。澳门国际电视节由“金莲花奖”国际电视节目评选、国际电视台长论坛、国际电影电视节目及设备器材展览、影视项目投融资推介会及国际影视版权拍卖会组成。
- 第一届澳门国际电视节于2010年12月5至9日在澳门举行。著名导演尤小刚先生导演出任出任“第一第一届澳门国际电视节”主席一职。
- 第二届澳门国际电影电视节2011年12月5日在澳门威尼斯人展览中心举办。
- 第三届澳门国际电视节于2012年12月11日-13日在澳门举行。中国文联主席团委员、中国电视艺术家协会党组书记、副主席张显先生，受邀出任2012第三届澳门国际电视主席。
- 第四届澳门国际电视节于2013年12月23日在于澳门永利酒店宴会厅举行。

## 獎項
- 最佳电视剧
- 最佳电视男主角奖
- 最佳电视女主角奖
- 最佳电视纪录片奖
- 最佳电视动漫片奖
- 最佳电视综艺节目
- 最佳电视节目主持人

## 歷年主要獎項
第13届前的主要奖项多次出现空缺，部分“最佳”类奖项因未达到评选标准而未颁发，仅颁发“优秀”类奖项。
註：人名後括號內的數字，表示該得獎者獲得同一獎項的累積次數（兩次以上標註）
| 屆 | 年   | 最佳电视剧                 | 最佳导演               | 最佳編劇                                           | 最佳男主角                  | 最佳女主角                  | 最佳男配角               | 最佳女配角                 |
| 14 | 2023 | 《狂飆》、《去有風的地方》 | 楊陽《不完美受害人》   | 高璇、任寳茹《不完美受害人》                       |                             | 劉亦菲（2）《去有風的地方》 |                          |                            |
| 13 | 2022 | 《理想之城》               | 滕华涛《心居》         | 周唯、罗虹《理想之城》                             | 王凯《大江大河2》           | 刘亦菲《梦华录》            | 李传缨《理想之城》       | 曾黎《星汉灿烂·月升沧海》  |
| 12 | 2021 |                            |                        |                                                    | 郭麒麟《赘婿》              |                             |                          |                            |
| 11 | 2020 | 《如果岁月可回头》         |                        |                                                    | 王耀庆（2）《下一站是幸福》 |                             | 李宗翰《如果岁月可回头》 |                            |
| 10 | 2019 | 《长安十二时辰》           |                        |                                                    | 陈宝国（2）《老酒馆》       | 蔡卓妍《PTU机动部队》       | 任达华《破冰行动》       | 周庭伊《反恐特战队之天狼》 |
| 9  | 2018 | 《延禧攻略》               | 何澍培《独孤天下》     |                                                    |                             |                             |                          |                            |
| 8  | 2017 | 《人民的名义》             | 陈赫《蓝色海洋的传说》 | 周梅森《人民的名义》                               | 张丰毅《人民的名义》        |                             | 高亚麟《人民的名义》     | 蓝盈莹《外科风云》         |
| 7  | 2016 |                            |                        |                                                    | 安宰贤《灰姑娘与四骑士》    | 关晓彤《九州·天空城》       | 王耀庆《守婚如玉》       |                            |
| 6  | 2015 |                            | 刘猛《特警力量》       | 李正虎、董方元、罗岳、张成功、尤小刚《反恐特战队》 | 李雪健《嘿，老头！》        | 赵丽颖《花千骨》            |                          | 崔新琴《虎妈猫爸》         |
| 5  | 2014 | 《北平无战事》             |                        |                                                    | 陈宝国《北平无战事》        |                             |                          |                            |
| 4  | 2013 | 《隋唐演义》               | 高希希《楚汉传奇》     | 金乐石、何燕江《英雄曹操》                         | 王耀庆《小爸爸》            | 龚洁《英雄曹操》            |                          |                            |
| 3  | 2012 | 《甄嬛传》                 | 郑晓龙《甄嬛传》       |                                                    | 张嘉译《悬崖》              | 孙俪《甄嬛传》              |                          |                            |
| 2  | 2011 |                            |                        |                                                    |                             |                             |                          |                            |
| 1  | 2010 |                            |                        |                                                    |                             |                             |                          |                            |

## 歷屆獲獎名單

### 第1届（2010年）
| 獎項       | 獲獎名單         |
| 第一届     |                  |
| 優秀製片人 | 王輝《鮮花朵朵》 |

### 第3届（2012年）
| 獎項               | 獲獎名單          |
| 第三届             |                   |
| 最佳电视剧         | 《甄嬛傳》        |
| 最佳导演           | 鄭晓龙 《甄嬛傳》 |
| 最佳男主角         | 張嘉译 《悬崖》   |
| 最佳女主角         | 孙俪《甄嬛傳》    |
| 最佳电视节目主持人 | 華少、伊一        |
| 最佳电视综艺节目   | 《中國好声音》    |

### 第4届 （2013年）
| 獎項               | 獲獎名單                     |
| 第四届             |                              |
| 最佳电视剧         | 《隋唐演义》                 |
| 最佳编剧           | 金乐石、何燕江 《英雄曹操》  |
| 最佳导演           | 高希希《楚汉传奇》           |
| 最佳男主角         | 王耀庆 《小爸爸》            |
| 最佳女主角         | 龚洁 《英雄曹操》            |
| 最佳影视新人       | 盛君《詭嬰》                 |
| 最佳电视节目主持人 | 周涛                         |
| 导演艺术杰出贡献奖 | 胡玫《英雄曹操》             |
| 最佳电视剧歌曲     | 米靓《侠骨柔情》《英雄曹操》 |
| 最佳动漫           | 宝狄与好友之超能源星战       |
| 国际文化贡献奖     | 《亚洲電视》                 |
| 最佳专题片         | 《濠江水悠悠-澳门五百年》    |
| 最佳旅游风光片     | 《酒庄天下》                 |

### 第5届（2014年）
| 獎項                   | 獲獎名單              |
| 第五届                 |                       |
| 最佳电视剧             | 《北平无战事》        |
| 最佳男主角             | 陳宝國 《北平无战事》 |
| 最佳女主角             | 從缺                  |
| 最佳纪录片             | 《四象》 瑞典         |
| 中国影视产业发展贡献奖 | 尤小刚                |

### 第6届（2015年）
| 獎項       | 獲獎名單                                           |
| 第六届     |                                                    |
| 优秀电视剧 | 《瑯琊榜》、 《最后一战》                          |
| 最佳编剧   | 李正虎、董方元、罗岳、张成功、尤小刚《反恐特战队》 |
| 最佳导演   | 刘猛《特警力量》                                   |
| 最佳男主角 | 李雪健 《嘿，老头！》                              |
| 最佳女主角 | 趙丽颖 《花千骨》                                  |
| 最佳新人   | 周庭伊《反恐特战队》                               |
| 最佳女配角 | 崔新琴 《虎妈貓爸》                                |
| 优秀网絡剧 | 《盗墓笔记》                                       |
| 最佳制片人 | 候鴻亮                                             |

### 第7届（2016年）
| 獎項       | 獲獎名單                  |
| 第七届     |                           |
| 优秀电视剧 | 《欢乐颂》《守婚如玉》    |
| 最佳男主角 | 安宰贤 《灰姑娘與四骑士》 |
| 最佳女主角 | 关晓彤 《九州·天空城》    |
| 最佳男配角 | 王耀庆《守婚如玉》        |
| 优秀网絡剧 | 《余罪》                  |
| 最佳制片人 | 戴瑩《遇见最好的我们》    |

### 第8届（2017年）
| 獎項         | 獲獎名單               |
| 最佳电视剧   | 《人民的名义》         |
| 最佳編剧     | 周梅森《人民的名义》   |
| 最佳导演     | 陈赫《藍色海洋的傳說》 |
| 最佳男主角   | 张丰毅《人民的名义》   |
| 最佳女主角   |                        |
| 最佳男配角   | 高亚麟《人民的名义》   |
| 最佳女配角   | 蓝盈莹《外科风云》     |
| 优秀网络剧奖 |                        |

### 第9届（2018年）
| 獎項                   | 獲獎名單           |
| 最佳网络电视剧         | 《延禧攻略》       |
| 最佳导演               | 何澍培《独孤天下》 |
| 優秀女演員             | 孙茜《灵与肉》     |
| 中国电视产业杰出贡献奖 | 张国立             |

### 第10届（2019年）
| 獎項           | 獲獎名單                   |
| 最佳网络电视剧 | 《长安十二时辰》           |
| 最佳男主角奖   | 陈宝国《老酒馆》           |
| 最佳女主角奖   | 蔡卓妍《机动部队》         |
| 最佳男配角奖   | 任达华《破冰行动》         |
| 最佳女配角奖   | 周庭伊《反恐特战队之天狼》 |

### 第13届（2022年）
| 獎項         | 獲獎名單                  |
| 最佳电视剧   | 《理想之城》              |
| 最佳导演     | 滕华涛《心居》            |
| 最佳编剧     | 周唯、罗虹《理想之城》    |
| 最佳男主角奖 | 王凯《大江大河2》         |
| 最佳女主角奖 | 刘亦菲《梦华录》          |
| 最佳男配角奖 | 李传缨《理想之城》        |
| 最佳女配角奖 | 曾黎《星汉灿烂·月升沧海》 |